# NGC 4767A
NGC 4767A је спирална галаксија у сазвежђу Кентаур која се налази на NGC листи објеката дубоког неба.
Деклинација објекта је - 39° 50' 9" а ректасцензија 12h 53m 1,3s. Привидна величина (магнитуда) објекта NGC 4767 износи 15,7 а фотографска магнитуда 16,4. NGC 4767A је још познат и под ознакама ESO 323-31, MCG -7-27-11A, DCL 347, IRAS 12502-3933, PGC 43744.